# Даляхув
Даляхув (пол. Dalachów) — село в Польщі, у гміні Рудники Олеського повіту Опольського воєводства.
Населення — 1275 осіб (2011).
У 1975-1998 роках село належало до Ченстоховського воєводства.

## Демографія
Демографічна структура станом на 31 березня 2011 року:
|          | Загалом | Допрацездатний вік | Працездатний вік | Постпрацездатний вік |
| -------- | ------- | ------------------ | ---------------- | -------------------- |
| Чоловіки | 639     | 116                | 436              | 87                   |
| Жінки    | 636     | 104                | 370              | 162                  |
| Разом    | 1275    | 220                | 806              | 249                  |